# Toby Samuel
Toby Samuel (* 6. September 2002 in Winchester) ist ein britischer Tennisspieler aus England.

## Persönliches
Toby Samuel wuchs in Bournemouth mit zwei Brüdern auf. Seine Eltern waren professionelle Turner. Er besuchte die Bournemouth Collegiate School.

## Karriere
Samuel spielte von 2016 bis 2020 in unregelmäßigen Abständen Turniere auf der ITF Junior Tour. Das einzige Grand-Slam-Turnier, an dem er teilnahm, waren die Wimbledon Championships 2019, wo er im Einzel in der ersten Runde ausschied und im Doppel mit Arthur Fery das Halbfinale erreichte. Im Januar 2020 war er mit Platz 56 am höchsten in der Junior-Rangliste platziert.
2020 begann er ein Studium an der University of South Carolina, wo er auch College Tennis spielte. 2022 und 2023 wurde er – genau wie sein Landsmann und Doppelpartner Connor Thomson – zum All-American im Doppel und 2023 auch im Einzel gewählt. Erste Profiturniere spielte Samuel erst 2022, als er gleich vier Turniere der drittklassigen ITF Future Tour gewann (darunter drei im Einzel) und somit in der Einzel-Weltrangliste bis Platz 537 aufstieg. 2023 profitierte er von einigen Wildcards zu Rasen-Turnieren der höherdotierten ATP Challenger Tour in Großbritannien, bei denen er mit Thomson antrat. In Surbiton gewannen sie in der ersten Runde gegen André Göransson und Ben McLachlan, die beide in den Top 100 platziert waren, schieden aber eine Runde später aus. In Nottingham wenig später zogen sie ins Halbfinale ein. Mit Samuel zusammen erhielt er ebenfalls eine Wildcard für die Doppelkonkurrenz von Wimbledon. Zum Auftakt besiegten sie dort Pedro Cachín und Yannick Hanfmann, bevor sie in der zweiten Runde den an Position 5 gesetzten Santiago González und Édouard Roger-Vasselin unterlagen. Bis zum Jahresende zogen sie in Cary noch in ein weiteres Challenger-Halbfinale ein, wodurch sie erstmals in die Top 350 einzogen. Im Einzel spielte sich Samuel beim selben Turnier erstmals in ein Challenger-Viertelfinale. Mit seinem vierten Einzel-Futuretitel kletterte er in der Rangliste bis Platz 404, während er im Doppel kurz vor dem Sprung in die Top 300 ist.

## Erfolge
| Legende (Anzahl der Siege)  |
| Grand Slam                  |
| ATP World Tour Finals       |
| ATP World Tour Masters 1000 |
| ATP World Tour 500          |
| ATP World Tour 250          |
| ATP Challenger Tour (1)     |

### Doppel

#### Turniersiege
| Nr. | Datum             | Turnier       | Belag         | Partner         | Finalgegner             | Ergebnis          |
| --- | ----------------- | ------------- | ------------- | --------------- | ----------------------- | ----------------- |
| 1.  | 18. November 2023 | Drummondville | Hartplatz (i) | André Göransson | Liam Draxl Giles Hussey | 6:72, 6:3, [10:8] |